# Trapezophoron

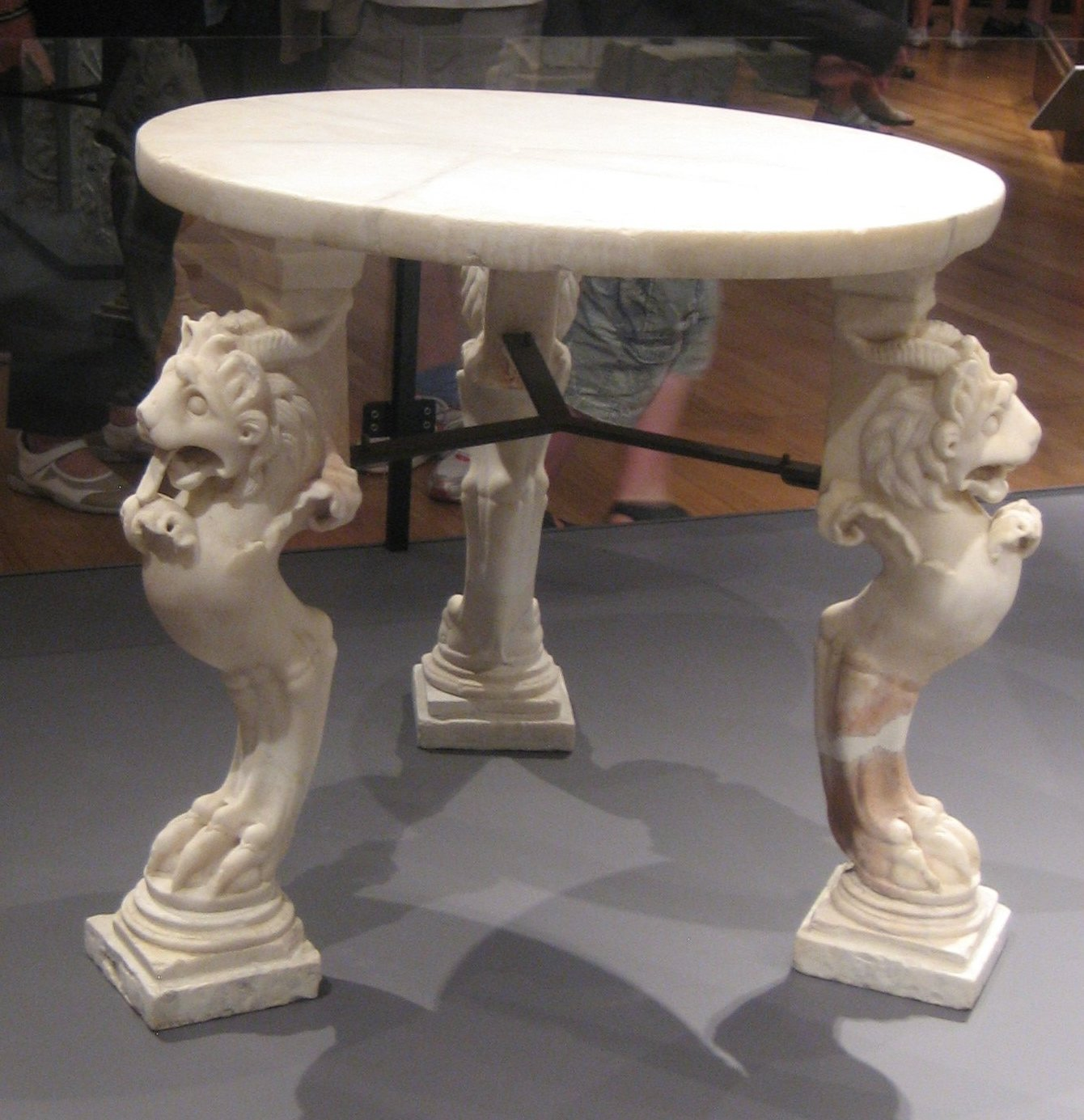
龐貝古城出土的有trapzophora的大理石桌

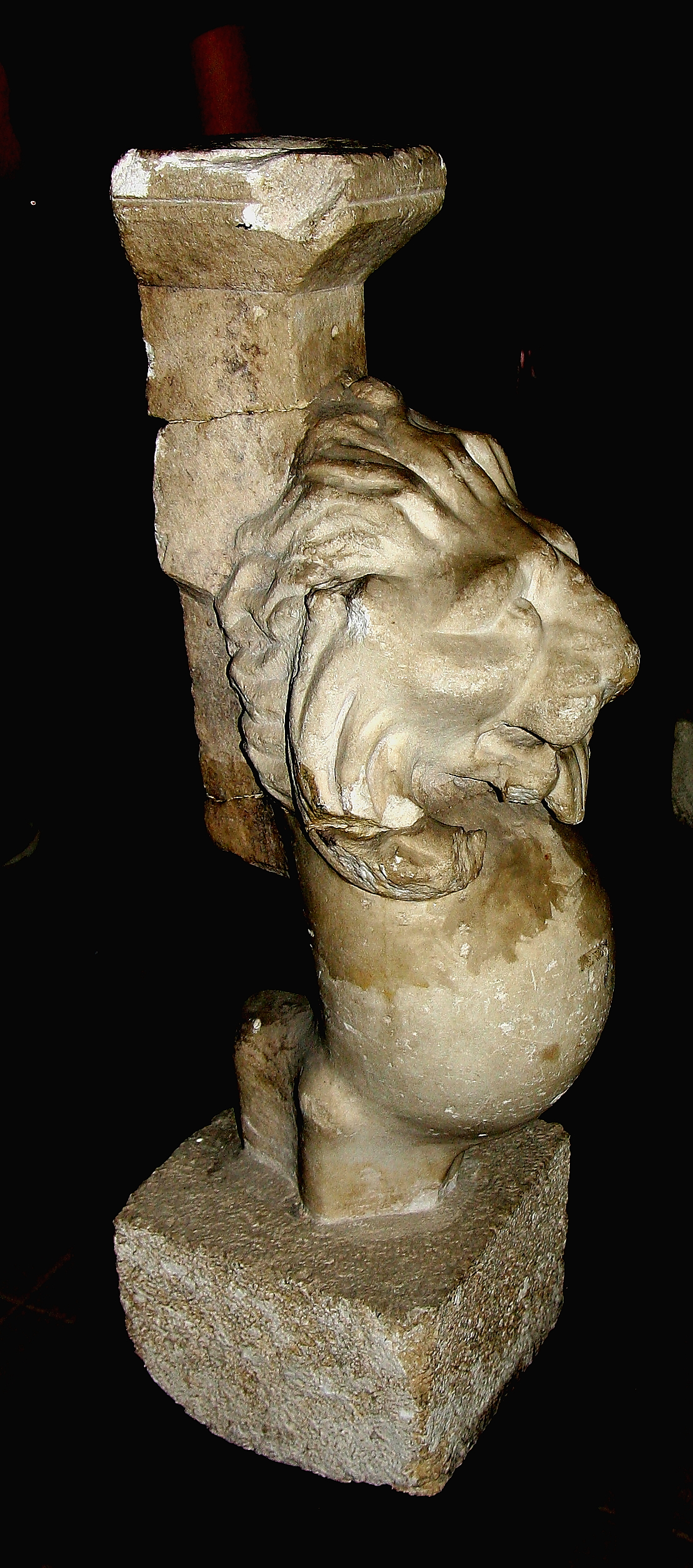
大理石桌腿

trapezophore、trapezophorum、或trapezophoron(羅馬化：trapezophoron，直译：「桌子的撐架」)是小邊桌的腿或基座，通常是大理石材質，基座每一側的承重腿上都雕刻出成組的背對背帶翼獅子或獅鷲。在龐貝古城中的Cornelius Rufus府邸中就有個好樣本立於天井之後。這些邊桌名為mensae vasariae，用於展示花瓶或燈具等物事。有些桌子有四條腿，龐貝古城內的（多種款式收藏於那不勒斯和羅馬的博物館中）則只帶兩條腿，桌子兩邊各一條。此詞也可用於全憑帶著獅頭、胸、和前爪的單腿撐住王座或椅子的構型。 